# 南庄 (竹南郡)
南庄為台灣日治時期1920年至1945年間存在之行政區，轄屬新竹州竹南郡。即今苗栗縣南庄鄉（不含南江村南側、蓬萊村以及東河村）。

## 行政區劃
南庄在臺灣日治時期行政區劃的十二廳時期原屬新竹廳竹南一堡之員林庄、大南埔庄、四灣庄、田尾庄、南庄、北獅里興庄。1920年10月，上述6庄合併為南庄，轄域內分為員林、大南埔、四灣、南庄、田尾、北獅里興等6個大字。
- 南庄大字下有「南庄」、「大屋坑」小字名
- 北獅里興大字下有「北獅里興」、「獅頭驛」小字名[1]

## 設施
- 南庄役場
- 南庄郵便局
- 南庄公學校（今苗栗縣南庄鄉南庄國民小學）

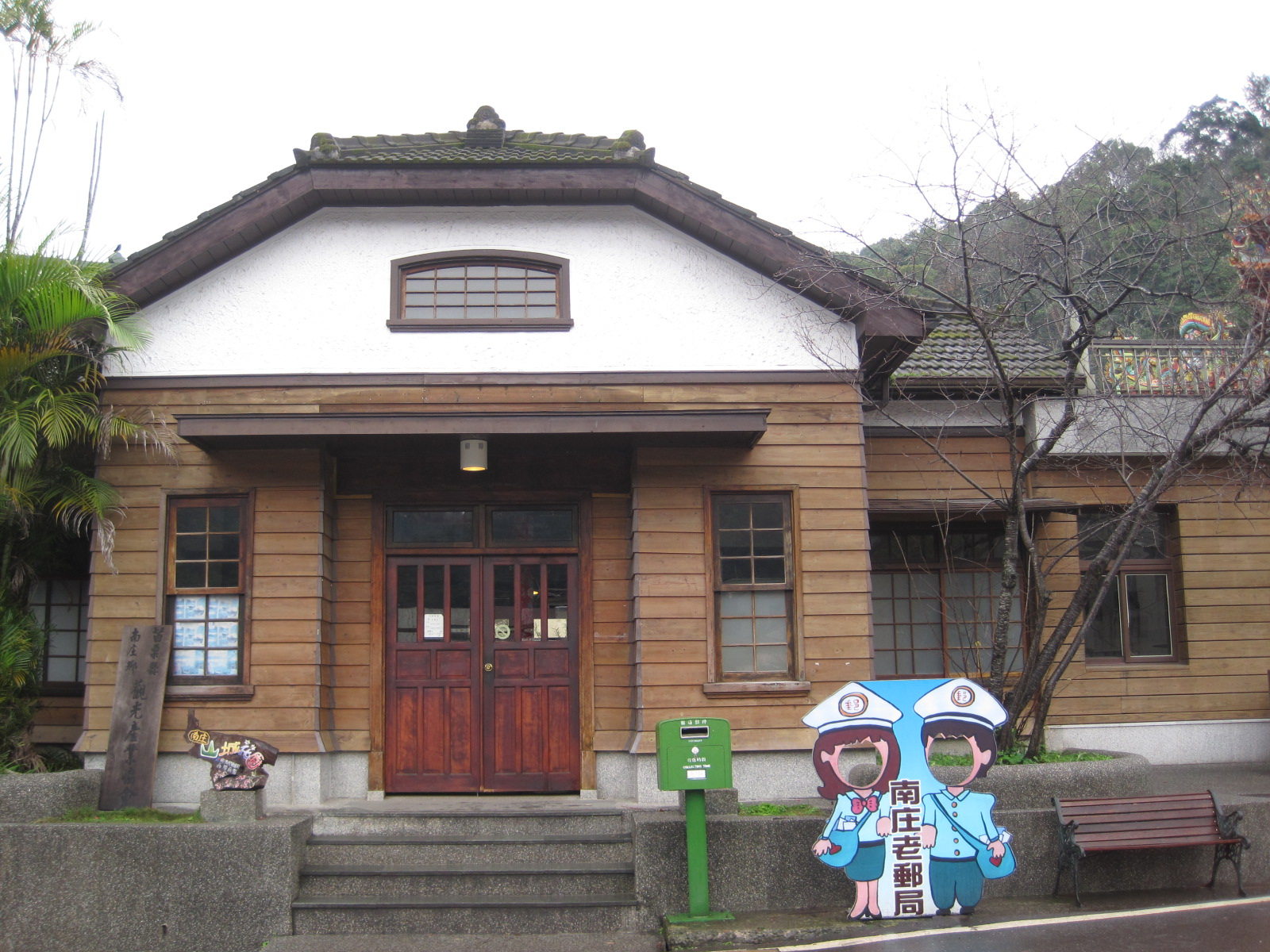
南庄郵便局

- 大南埔公學校（今苗栗縣南庄鄉南埔國民小學）
- 南庄信用購買販賣利用組合

## 其他
- 南庄事件